# Ixora aluminicola
Ixora aluminicola är en måreväxtart som beskrevs av Julian Alfred Steyermark. Ixora aluminicola ingår i släktet Ixora och familjen måreväxter. Inga underarter finns listade i Catalogue of Life.